# Claude Melnot Wilson
Claude Melnot Wilson, kanadski letalski častnik, vojaški pilot in letalski as, * 16. september 1898, Winnepeg, Manitoba, † 14. oktober 1918, Roulers, Belgija (KIA).
Poročnik Wilson je v svoji vojaški službi dosegel 8 zračnih zmag.

## Življenjepis
Med prvo svetovno vojno je bil sprva pripadnik artilerijskega polka Kanadske ekspedicijske sile, nato pa je julija 1917 prestopil k Kraljevemu letalskemu korpusu.

## Odlikovanja
- Distinguished Flying Cross (DFC)